# Cupid's Chocolates
Cupid's Chocolates (爱神 巧克力  lit. Chocolates de cupido?) es un manhua creado por Vivian Tian Zong. Una adaptación a anime producida por Tencent Pictures se estrenó en diciembre de 2015.

## Argumento
¡Jiang Hao Yi, es un estudiante normal de secundaria que tiene mucho miedo de meterse en problemas, de repente se convierte en el rey del harem de su escuela y es confesado por un grupo de hermosas chicas!. Lo peor es que ¡Jiang Hao Yi no conoce a ninguna de las chicas que se le confesaron!. Qué demonios está pasando?

## Personajes
Jiang Haoyi (江浩怡?)
Todo un giro da en su vida al encontrar un pastel en la parte superior del edificio de la escuela y compartirlo con seis chicas que les hace enamorarse de él, pero aún no lo sabe. Es muy listo, práctico e ingenioso para salir de los problemas, pero no puede manejar bien con las constantes persecuciones de las chicas, de sus compañeros o los efectos secundarios de la magia; en su infancia fue un niño genio y prodigio, pero decidió dejar de interesarse en los estudios y solo ser un chico normal, además de no ser consciente de los sentimientos de las chicas hacia él aludiendo de que se trata de los efectos secundarios de los chocolates.
Xia Zitong (夏子彤?)
Ella es la primera en hablarle, ella es de una familia adinerada y asiste a la misma escuela que las otras chicas, es la idol de la escuela por su posición económica, gran belleza y amabilidad; ella sueña con poder comer junto a su padre, a quien no veía desde hace más de un año, pero Haoyi ayuda a reunirse con su padre, a pesar de recibir una paliza en el transcurso. Se cree que ella es la que más influencia ha tenido en los sentimientos con Haoyi. Cuando comió el chocolate, pensó que estaba embarazada de Haoyi.
Tang Xuan (唐轩?)
Tang Xuan es la segunda chica en aparecer, es muy fuerte y obtiene respeto al ser la presidenta del club de deportes, ella es tan respetada por sus compañeros de equipo y temida por los niños, ya que vio como a las chicas las intimidaban por lo que renunció a actuar como chica para poder cambiar eso. A pesar de todo es considerada como una gran belleza, por su figura y sus pechos (que podría ser la que tiene mayor busto de todas las chicas que están con Haoyi); es un cosplayer en secreto, puesto que cree que perderá el respeto que tiene por vestir así, pero Haoyi le hará darse cuenta de que puede ser ella misma y mantener su imagen ante los demás. Cuando comió el chocolate, creyó que tenía un noviazgo con Haoyi.
Lin Yuan (林元?)
Ella es la tercera chica en aparecer, vive sola con su madre, su padre las abandono, por lo que su mayor deseo era tener una familia cálida y cariñosa, hasta que eso cambio cuando Haoyi intervino y ayudó a reconciliarse con su padre; a pesar de mostrarse seria, ha decidido tomar su relación con Haoyi seriamente. Luego de comer el chocolate, la magia creó dos niños (hijos de ella y Haoyi) y la mentalidad de que eran una pareja casada, a pesar de tener 16 años solamente.
Ouyang Xueli (欧阳雪莉?)
Ella es la amiga de la infancia de Haoyi, ella ama tanto a Haoyi que amenazará a cualquier chica con la que esté o se acerque a él(mostrando rasgos característicos de una Yandere); ella no fue afectada por el pastel. Se dice que tuvo un exnovio que la causó heridas emocionales y psicológicas, pero no se mencionan. Haoyi piensa que su amor y obsesión hacia él, son una forma de buscar protección y cuidado, pero luego descubrirá que los sentimientos de Xueli son genuinos.
Mei Tata (梅塔塔?)
Ella es un torpe cupido que en una ocasión mencionó que era la peor de todos sus compañeros, ella viene a cuidar a Haoyi, aunque en el transcurso de la serie se piensa que se pudo encariñar con Haoyi, por su bondad y empeño de ayudar a cumplir los sueños de las chicas.
Sandy (?)
Es un ídolo que aparece en la 2.ª mitad del Manwua y en la segunda temporada del anime, es una ídola que fue sobre-exigida en su trabajo, por lo que solo espera ser libre, conocer el mundo y ser normal. Su mejor y único amigo de la infancia la cuidaba porque era considerada rara, pero al final fue obligado a que siguiera de ídolo, hasta que cayó en un estado similar a un coma; antes de ello, comió de los chocolates y los recuerdos de su amigo de la infancia fueron cambiados a que Haoyi era su amigo. El efecto de los chocolates en ella fue mayor que en las otras, permitiendo crear una dimensión alterna con su espíritu, pero Haoyi la ayuda, salva su alma y cancela el contrato por ella. También conoce a Tata y a pesar de saber que sus recuerdos solo son producto de la magia de los chocolates, sus sentimientos de amor hacia Haoyi solo crecen, por lo que afirmó siempre estar agradecida con él.
Yuan Yuan (袁元?)
Ella es la vecina de Haoyi y la hermana gemela de Tao Tao.
Tao Tao (陶涛?)
Ella es la vecina de Haoyi y la hermana gemela de Yuan Yuan.
- Datos: Q22099339